# Blastobasis atmosema
Blastobasis atmosema é uma espécie de mariposa do gênero Blastobasis pertencente à família Coleophoridae.